# Кворум (компьютер)

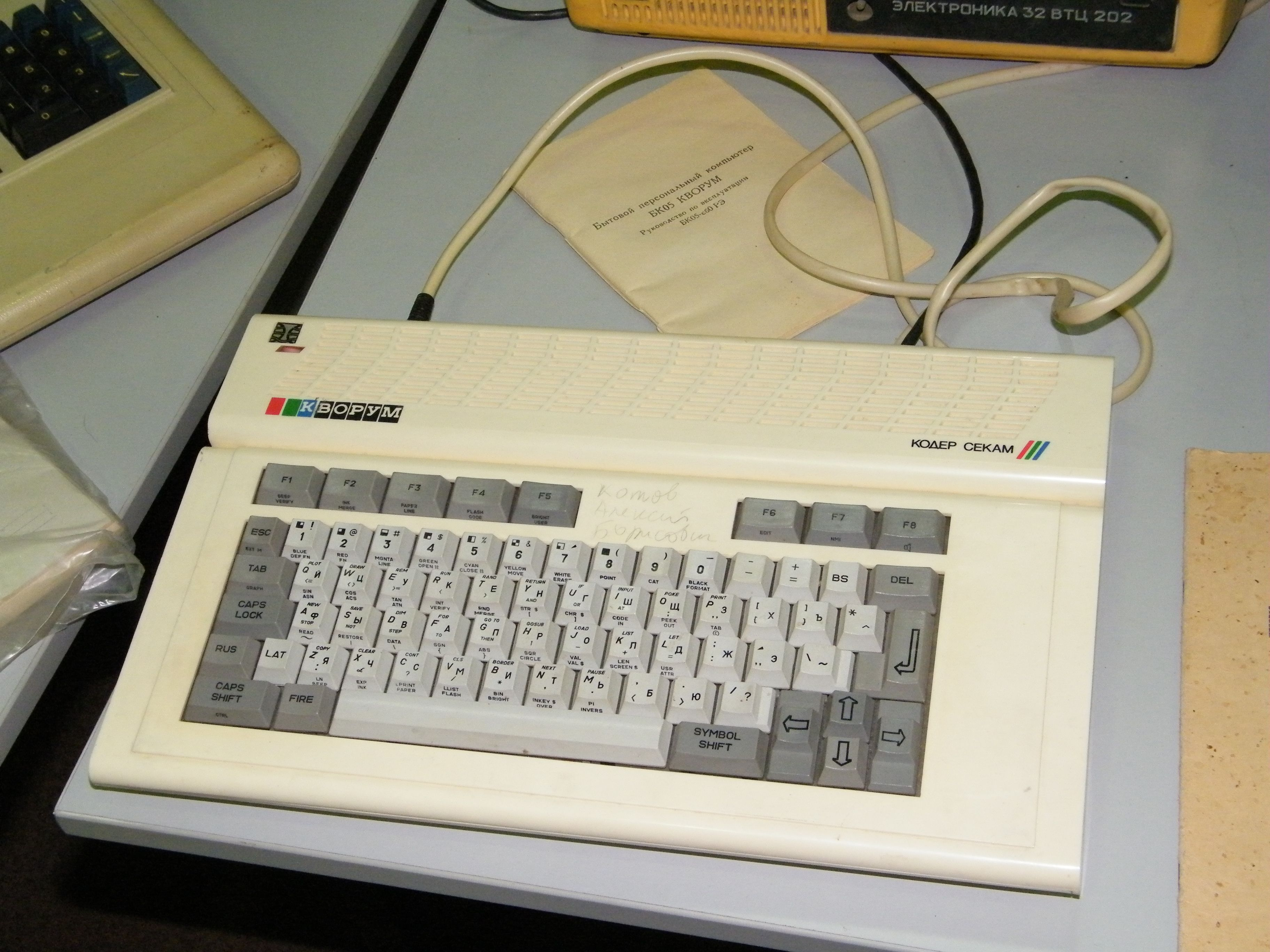
Компьютер «Кворум» БК05

«Кворум» — домашний компьютер, клон ZX Spectrum на советской элементной базе. Разные модели разработаны и выпускались заводами УОМЗ и «Вектор» (г. Екатеринбург). Разработан как CP/M-совместимый компьютер, поэтому имеет отличающие его от привычных клонов ZX Spectrum возможности: позволяет включать теневое ОЗУ вместо ПЗУ, а также менять адрес экранной области в памяти.
Все модели оснащены кодером SECAM с ВЧ-модулятором, позволяющим подключать компьютер напрямую к отечественным телевизорам. На задней стенке корпуса компьютера располагались разъёмы для подключения внешнего блока питания, Kempston и Sinclair джойстиков, принтера, магнитофона, телевизора и монитора. Дополнительно имеет разъём системной шины для подключения внешнего контроллера дисковода, также выпускавшегося под торговой маркой «Кворум».
Поддержка «Кворума» встроена в эмуляторы UnrealSpeccy и ZXMAK2.

## Модели серии
- «Кворум БК04» — Выпускался УОМЗ.
- «Кворум БК05» — БК04 в укороченном корпусе без цифрового блока клавиш.
- «Кворум 64» — Базовая модель производства предприятия «Вектор». Разработан на основе компьютера «Магик-05».
- «Кворум 128» — Клон ZX Spectrum 128K без AY-3-8910. Схема построена на БМК КБ01ВГ1-2. В ПЗУ присутствует встроенный тест, монитор и копировщик. Возможность работы как в TR-DOS, так и в CP/M.
- «Кворум БК06» — Аналог «Кворума 128» в укороченном корпусе. Производился УОМЗ.
- «Кворум 128+» — Модификация «Кворум 128» со встроенным 3-дюймовым дисководом, контроллером дисковода и звуковым синтезатором AY-3-8910.